# Iva Bittová

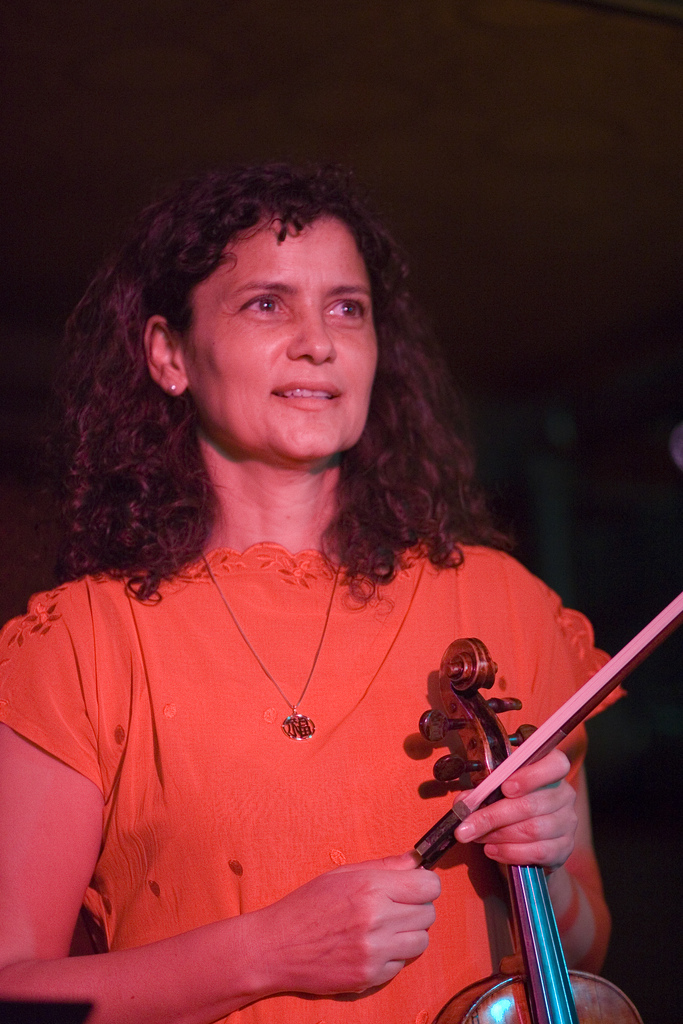
Iva Bittová 2007

Iva Bittová, född 22 juli 1958 i Bruntál i Tjeckoslovakien, är en tjeckisk avant-garde-violinist, sångerska och kompositör. 
Hon började sin karriär i mitten på 1970-talet och spelade i flera tjeckiska filmer men övergick till att spela fiol och sjunga i början på 1980-talet. I början på 1990-talet blev hon känd internationellt och sedan dess har hon uppträtt regelbundet runt om i Europa, USA och Japan. Hon har gjort åtta soloalbum.

## Diskografi
Soloalbum
- 1986 Iva Bittová (EP Panton)
- 1986 Balada pro Banditu (A Ballad for a Bandit) (EP Panton)
- 1991 Iva Bittová (LP Pavian)
- 1991 River of Milk (CD EVA Records)
- 1994 Ne, Nehledej (No, Do Not Seek) (CD BMG)
- 1995 Kolednice (Carol singer) (CD BMG)
- 1996 Divná Slečinka (A Strange Young Lady) (CD BMG)
- 1997 Solo (CD Nonesuch Records)

## Filmografi
- 1976 Ružové sny (Rosy Dreams)
- 1976 Die Insel der Silberreiher (Island of the Silver Herons)
- 1977 Jak se budí princezny
- 1978 Balada pro Banditu (Ballad for a Bandit)
- 1983 Únos Moravanky
- 1988 Mikola a Mikolko
- 1991 Něha (Tenderness)
- 2000 The Man Who Cried (som Christina Riccis röst)
- 2003 Želary
- 2007 Tajnosti